# آندرومدا (مارول کمیک)
آندرومدا (به انگلیسی: Andromeda) یک شخصیت تخیلی و ابرقهرمانانه در کتاب‌های کامیک می‌باشد. این کاراکتر به دست پیتر بی. گیلس، دان پرلین و کیم دی‌مولدر خلق شده و در محافظان شماره ۱۴۳ام (مارس ۱۹۸۵) معرفی شد.
جدا از کتاب‌های کامیک، شرکت مارول از آندرومدا در دیگر کالاهای خود از جمله پوشاک، اسباب‌بازی، ورق بازی، انیمیشن‌های تلویزیونی و بازی‌های رایانه‌ای استفاده کرده است.
آندرومدا یک هومو مرمانوس از آتلانتیس است.